# Bizen
Bizen (備前市?) è una città giapponese della prefettura di Okayama.